# Élections législatives santoméennes de 2022
Les élections législatives santoméennes de 2022 se déroulent le 25 septembre 2022 à Sao Tomé-et-Principe afin de renouveler pour quatre ans les 55 députés de son Assemblée nationale. Les élections ont lieu en même temps que les élections municipales et régionales.
Le principal parti d'opposition, l'Action démocratique indépendante (ADI), arrive à nouveau en tête. Contrairement au scrutin de 2018 qui l'avait vu perdre sa majorité absolue et se faire relégué dans l'opposition, l'ADI remporte cette fois ci 30 sièges sur 55, lui permettant de revenir au pouvoir. Son dirigeant Patrice Trovoada remplace Jorge Bom Jesus au poste de Premier ministre.

## Contexte

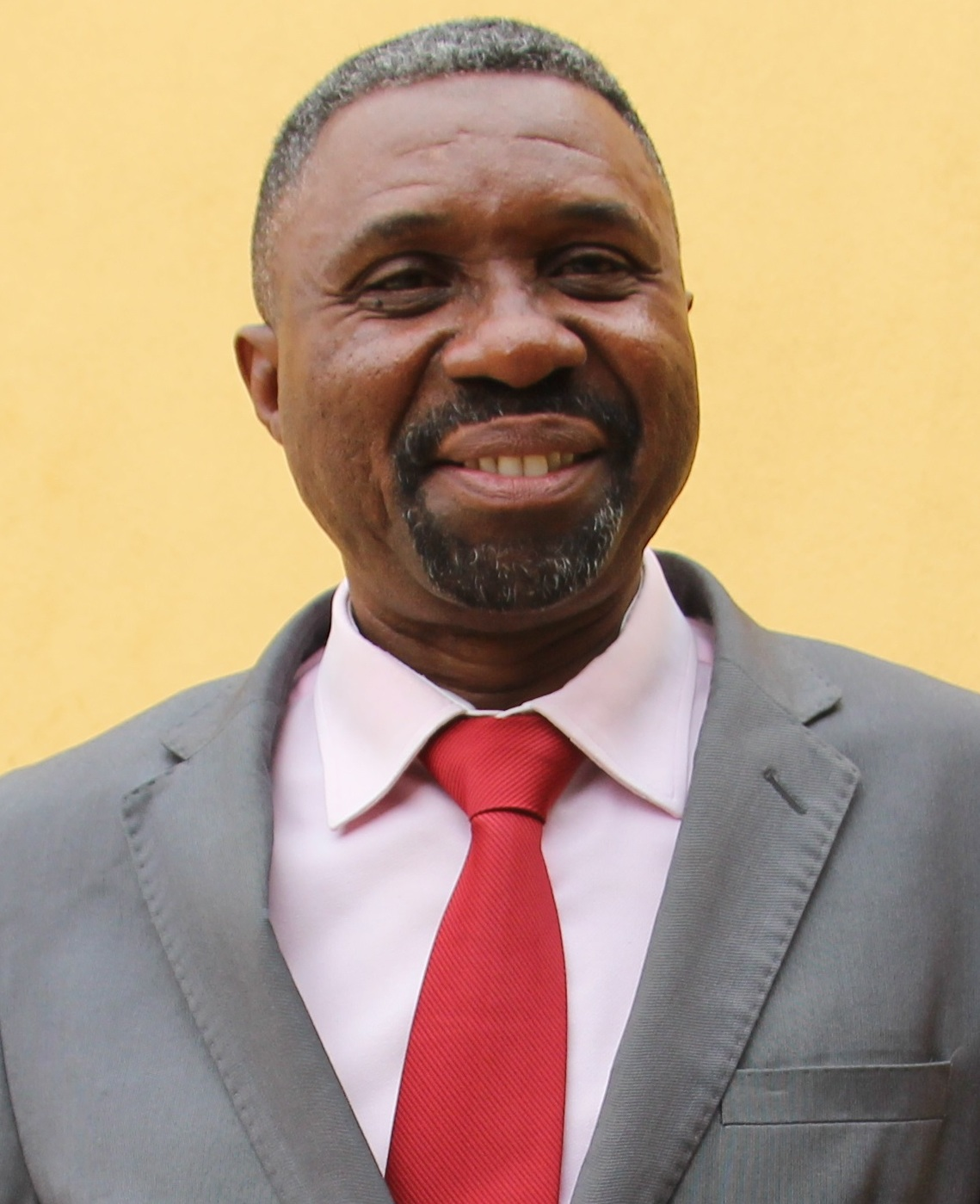
Jorge Bom Jesus

Les élections législatives d'octobre 2018 aboutissent à une alternance. L'Action démocratique indépendante (ADI) du Premier ministre sortant Patrice Trovoada arrive en tête mais perd sa majorité absolue, talonné par le Mouvement pour la libération de Sao Tomé-et-Principe – Parti social-démocrate (MLSTP-PSD). Ce dernier forme alors un gouvernement de coalition avec le Parti de convergence démocratique (PCD) qui porte Jorge Bom Jesus au poste de Premier ministre.
Nommé le 29 novembre par le président Evaristo Carvalho, Bom Jesus forme un gouvernement qui prend ses fonctions le 3 décembre suivant. Les législatives aboutissent ainsi à une situation de cohabitation entre un président membre de l'ADI et un Premier ministre du MLSTP-PSD,. 
L'élection présidentielle de septembre 2021 reconduit cette cohabitation, malgré la décision du président sortant, éligible pour un second mandat, de ne pas se représenter. L'ancien ministre et membre de l'ADI Carlos Vila Nova l'emporte en effet au second tour contre son opposant du MLSTP-PSD, Guilherme Posser da Costa.

## Mode de scrutin
L'Assemblée nationale est l'unique chambre du parlement unicaméral de Sao Tomé-et-Principe. Elle est composée de 55 membres élus pour quatre ans au scrutin proportionnel plurinominal à listes bloquées dans plusieurs circonscriptions, dont — pour la première fois — deux représentants des Santoméens établis à l'étranger, en Afrique et en Europe.

## Campagne
Dix partis et une coalition présentent des candidats. Seule une femme est à la tête de l'un d'entre eux, Elsa Garrido, présidente du Mouvement social-démocrate – Parti vert de Sao Tomé-et-Principe.

## Résultats
|                            |                                                                                           |                                                                                           |         |       |      |        |               |  |  |
| Parti                      | Parti                                                                                     | Parti                                                                                     | Voix    | %     | +/-  | Sièges | +/-           |  |  |
|                            | Action démocratique indépendante (ADI)                                                    | Action démocratique indépendante (ADI)                                                    | 36 549  | 46,81 | 5,00 | 30     | 5             |  |  |
|                            | Mouvement pour la libération de Sao Tomé-et-Principe – Parti social-démocrate (MLSTP-PSD) | Mouvement pour la libération de Sao Tomé-et-Principe – Parti social-démocrate (MLSTP-PSD) | 25 531  | 32,70 | 7,62 | 18     | 5             |  |  |
|                            | Mouvement Basta (Basta)                                                                   | Mouvement Basta (Basta)                                                                   | 6 874   | 8,80  | Nv   | 2      | 2             |  |  |
|                            |                                                                                           | Mouvement des citoyens indépendants – Parti socialiste (MCI-PS)                           | 5 120   | 6,56  | 4,45 | 5      | 3             |  |  |
|                            | Parti de l'unité nationale (PUN)                                                          |                                                                                           | 5 120   | 6,56  | 4,45 | 5      | 3             |  |  |
| Total coalition MCI-PS-PUN |                                                                                           |                                                                                           | 5 120   | 6,56  | 4,45 | 5      | 3             |  |  |
|                            | Mouvement pour les forces de changement démocratique – Union libérale (MDFM-UL)           | Mouvement pour les forces de changement démocratique – Union libérale (MDFM-UL)           | 1 601   | 2,05  | N/a  | 0      | en stagnation |  |  |
|                            | Union des démocrates pour la citoyenneté et le développement (UDD)                        | Union des démocrates pour la citoyenneté et le développement (UDD)                        | 731     | 0,94  | N/a  | 0      | 1             |  |  |
|                            | Citoyens indépendants pour le développement de Sao Tomé-et-Principe (CID-STP)             | Citoyens indépendants pour le développement de Sao Tomé-et-Principe (CID-STP)             | 472     | 0,60  | Nv   | 0      | Nv            |  |  |
|                            | Mouvement uni pour le développement de Sao Tomé-et-Principe (MUDA-STP)                    | Mouvement uni pour le développement de Sao Tomé-et-Principe (MUDA-STP)                    | 389     | 0,50  | Nv   | 0      | Nv            |  |  |
|                            | Parti nouveau (PN)                                                                        | Parti nouveau (PN)                                                                        | 352     | 0,45  | Nv   | 0      | Nv            |  |  |
|                            | Mouvement social-démocrate – Parti vert de Sao Tomé-et-Principe (MSD-PVSTP)               | Mouvement social-démocrate – Parti vert de Sao Tomé-et-Principe (MSD-PVSTP)               | 271     | 0,35  | 0,29 | 0      | en stagnation |  |  |
|                            | Parti de tous les Santoméens (PTOS)                                                       | Parti de tous les Santoméens (PTOS)                                                       | 195     | 0,25  | 0,04 | 0      | en stagnation |  |  |
|                            |                                                                                           |                                                                                           |         |       |      |        |               |  |  |
| Suffrages exprimés         | Suffrages exprimés                                                                        | Suffrages exprimés                                                                        | 78 085  | 96,43 |      |        |               |  |  |
| Votes blancs               | Votes blancs                                                                              | Votes blancs                                                                              | 675     | 0,83  |      |        |               |  |  |
| Votes nuls                 | Votes nuls                                                                                | Votes nuls                                                                                | 2 214   | 2,75  |      |        |               |  |  |
| Total                      | Total                                                                                     | Total                                                                                     | 80 974  | 100   | -    | 55     | en stagnation |  |  |
| Abstentions                | Abstentions                                                                               | Abstentions                                                                               | 42 327  | 34,33 |      |        |               |  |  |
| Inscrits / participation   | Inscrits / participation                                                                  | Inscrits / participation                                                                  | 123 301 | 65,67 |      |        |               |  |  |

### Résultats par circonscription
| Parti                      | Parti                                                                                     | Parti                                                                                     | Voix   | %     | Sièges |
| -------------------------- | ----------------------------------------------------------------------------------------- | ----------------------------------------------------------------------------------------- | ------ | ----- | ------ |
|                            | Action démocratique indépendante (ADI)                                                    | Action démocratique indépendante (ADI)                                                    | 13 029 | 53,22 | 8      |
|                            | Mouvement pour la libération de Sao Tomé-et-Principe – Parti social-démocrate (MLSTP-PSD) | Mouvement pour la libération de Sao Tomé-et-Principe – Parti social-démocrate (MLSTP-PSD) | 8 566  | 34,99 | 5      |
|                            | Mouvement Basta (Basta)                                                                   | Mouvement Basta (Basta)                                                                   | 1 932  | 7,89  | 1      |
|                            | Mouvement pour les forces de changement démocratique – Union libérale (MDFM-UL)           | Mouvement pour les forces de changement démocratique – Union libérale (MDFM-UL)           | 522    | 2,13  | 0      |
|                            |                                                                                           | Mouvement des citoyens indépendants – Parti socialiste (MCI-PS)                           | 206    | 0,84  | 0      |
|                            | Parti de l'unité nationale (PUN)                                                          |                                                                                           | 206    | 0,84  | 0      |
| Total coalition MCI-PS-PUN |                                                                                           |                                                                                           | 206    | 0,84  | 0      |
|                            | Mouvement uni pour le développement de Sao Tomé-et-Principe (MUDA-STP)                    | Mouvement uni pour le développement de Sao Tomé-et-Principe (MUDA-STP)                    | 171    | 0,70  | 0      |
|                            | Mouvement social-démocrate – Parti vert de Sao Tomé-et-Principe (MSD-PVSTP)               | Mouvement social-démocrate – Parti vert de Sao Tomé-et-Principe (MSD-PVSTP)               | 137    | 0,56  | 0      |
|                            | Citoyens indépendants pour le développement de Sao Tomé-et-Principe (CID-STP)             | Citoyens indépendants pour le développement de Sao Tomé-et-Principe (CID-STP)             | 117    | 0,48  | 0      |
|                            | Union des démocrates pour la citoyenneté et le développement (UDD)                        | Union des démocrates pour la citoyenneté et le développement (UDD)                        | 65     | 0,27  | 0      |
|                            | Parti nouveau (PN)                                                                        | Parti nouveau (PN)                                                                        | 59     | 0,24  | 0      |
|                            | Parti de tous les Santoméens (PTOS)                                                       | Parti de tous les Santoméens (PTOS)                                                       | 36     | 0,15  | 0      |
|                            |                                                                                           |                                                                                           |        |       |        |
| Suffrages exprimés         | Suffrages exprimés                                                                        | Suffrages exprimés                                                                        | 24 480 | 97,36 |        |
| Votes blancs               | Votes blancs                                                                              | Votes blancs                                                                              | 242    | 0,95  |        |
| Votes nuls                 | Votes nuls                                                                                | Votes nuls                                                                                | 431    | 1,17  |        |
| Total                      | Total                                                                                     | Total                                                                                     |        | 100   | 14     |
| Abstentions                | Abstentions                                                                               | Abstentions                                                                               |        | 37,69 |        |
| Inscrits / participation   | Inscrits / participation                                                                  | Inscrits / participation                                                                  |        | 62,31 |        |

| Parti                      | Parti                                                                                     | Parti                                                                                     | Voix  | %     | Sièges |
| -------------------------- | ----------------------------------------------------------------------------------------- | ----------------------------------------------------------------------------------------- | ----- | ----- | ------ |
|                            | Action démocratique indépendante (ADI)                                                    | Action démocratique indépendante (ADI)                                                    | 3 474 | 43,39 | 4      |
|                            | Mouvement pour la libération de Sao Tomé-et-Principe – Parti social-démocrate (MLSTP-PSD) | Mouvement pour la libération de Sao Tomé-et-Principe – Parti social-démocrate (MLSTP-PSD) | 2 580 | 32,22 | 2      |
|                            |                                                                                           | Mouvement des citoyens indépendants – Parti socialiste (MCI-PS)                           | 886   | 11,07 | 0      |
|                            | Parti de l'unité nationale (PUN)                                                          |                                                                                           | 886   | 11,07 | 0      |
| Total coalition MCI-PS-PUN |                                                                                           |                                                                                           | 886   | 11,07 | 0      |
|                            | Mouvement Basta (Basta)                                                                   | Mouvement Basta (Basta)                                                                   | 808   | 10,09 | 0      |
|                            | Mouvement pour les forces de changement démocratique – Union libérale (MDFM-UL)           | Mouvement pour les forces de changement démocratique – Union libérale (MDFM-UL)           | 103   | 1,29  | 0      |
|                            | Parti nouveau (PN)                                                                        | Parti nouveau (PN)                                                                        | 40    | 0,50  | 0      |
|                            | Union des démocrates pour la citoyenneté et le développement (UDD)                        | Union des démocrates pour la citoyenneté et le développement (UDD)                        | 32    | 0,40  | 0      |
|                            | Citoyens indépendants pour le développement de Sao Tomé-et-Principe (CID-STP)             | Citoyens indépendants pour le développement de Sao Tomé-et-Principe (CID-STP)             | 31    | 0,39  | 0      |
|                            | Mouvement social-démocrate – Parti vert de Sao Tomé-et-Principe (MSD-PVSTP)               | Mouvement social-démocrate – Parti vert de Sao Tomé-et-Principe (MSD-PVSTP)               | 15    | 0,19  | 0      |
|                            | Mouvement uni pour le développement de Sao Tomé-et-Principe (MUDA-STP)                    | Mouvement uni pour le développement de Sao Tomé-et-Principe (MUDA-STP)                    | 14    | 0,17  | 0      |
|                            | Parti de tous les Santoméens (PTOS)                                                       | Parti de tous les Santoméens (PTOS)                                                       | 14    | 0,17  | 0      |
|                            |                                                                                           |                                                                                           |       |       |        |
| Suffrages exprimés         | Suffrages exprimés                                                                        | Suffrages exprimés                                                                        | 8 007 | 95,48 |        |
| Votes blancs               | Votes blancs                                                                              | Votes blancs                                                                              | 67    | 0,80  |        |
| Votes nuls                 | Votes nuls                                                                                | Votes nuls                                                                                | 312   | 3,72  |        |
| Total                      | Total                                                                                     | Total                                                                                     |       | 100   | 6      |
| Abstentions                | Abstentions                                                                               | Abstentions                                                                               |       | 20,52 |        |
| Inscrits / participation   | Inscrits / participation                                                                  | Inscrits / participation                                                                  |       | 79,48 |        |

| Parti                      | Parti                                                                                     | Parti                                                                                     | Voix  | %     | Sièges |
| -------------------------- | ----------------------------------------------------------------------------------------- | ----------------------------------------------------------------------------------------- | ----- | ----- | ------ |
|                            |                                                                                           | Mouvement des citoyens indépendants – Parti socialiste (MCI-PS)                           | 1 386 | 42,24 | 3      |
|                            | Parti de l'unité nationale (PUN)                                                          |                                                                                           | 1 386 | 42,24 | 3      |
| Total coalition MCI-PS-PUN |                                                                                           |                                                                                           | 1 386 | 42,24 | 3      |
|                            | Action démocratique indépendante (ADI)                                                    | Action démocratique indépendante (ADI)                                                    | 800   | 24,38 | 1      |
|                            | Mouvement pour la libération de Sao Tomé-et-Principe – Parti social-démocrate (MLSTP-PSD) | Mouvement pour la libération de Sao Tomé-et-Principe – Parti social-démocrate (MLSTP-PSD) | 627   | 19,11 | 1      |
|                            | Mouvement Basta (Basta)                                                                   | Mouvement Basta (Basta)                                                                   | 301   | 9,17  | 0      |
|                            | Mouvement pour les forces de changement démocratique – Union libérale (MDFM-UL)           | Mouvement pour les forces de changement démocratique – Union libérale (MDFM-UL)           | 75    | 2,29  | 0      |
|                            | Parti nouveau (PN)                                                                        | Parti nouveau (PN)                                                                        | 20    | 0,61  | 0      |
|                            | Union des démocrates pour la citoyenneté et le développement (UDD)                        | Union des démocrates pour la citoyenneté et le développement (UDD)                        | 19    | 0,58  | 0      |
|                            | Parti de tous les Santoméens (PTOS)                                                       | Parti de tous les Santoméens (PTOS)                                                       | 17    | 0,52  | 0      |
|                            | Citoyens indépendants pour le développement de Sao Tomé-et-Principe (CID-STP)             | Citoyens indépendants pour le développement de Sao Tomé-et-Principe (CID-STP)             | 17    | 0,52  | 0      |
|                            | Mouvement social-démocrate – Parti vert de Sao Tomé-et-Principe (MSD-PVSTP)               | Mouvement social-démocrate – Parti vert de Sao Tomé-et-Principe (MSD-PVSTP)               | 11    | 0,34  | 0      |
|                            | Mouvement uni pour le développement de Sao Tomé-et-Principe (MUDA-STP)                    | Mouvement uni pour le développement de Sao Tomé-et-Principe (MUDA-STP)                    | 8     | 0,24  | 0      |
|                            |                                                                                           |                                                                                           |       |       |        |
| Suffrages exprimés         | Suffrages exprimés                                                                        | Suffrages exprimés                                                                        | 3 281 | 91,37 |        |
| Votes blancs               | Votes blancs                                                                              | Votes blancs                                                                              | 29    | 0,81  |        |
| Votes nuls                 | Votes nuls                                                                                | Votes nuls                                                                                | 281   | 7,83  |        |
| Total                      | Total                                                                                     | Total                                                                                     |       | 100   | 5      |
| Abstentions                | Abstentions                                                                               | Abstentions                                                                               |       | 19,27 |        |
| Inscrits / participation   | Inscrits / participation                                                                  | Inscrits / participation                                                                  |       | 80,73 |        |

| Parti                      | Parti                                                                                     | Parti                                                                                     | Voix  | %     | Sièges |
| -------------------------- | ----------------------------------------------------------------------------------------- | ----------------------------------------------------------------------------------------- | ----- | ----- | ------ |
|                            | Action démocratique indépendante (ADI)                                                    | Action démocratique indépendante (ADI)                                                    | 2 430 | 36,73 | 3      |
|                            | Mouvement pour la libération de Sao Tomé-et-Principe – Parti social-démocrate (MLSTP-PSD) | Mouvement pour la libération de Sao Tomé-et-Principe – Parti social-démocrate (MLSTP-PSD) | 1 948 | 29,45 | 2      |
|                            |                                                                                           | Mouvement des citoyens indépendants – Parti socialiste (MCI-PS)                           | 879   | 13,29 | 1      |
|                            | Parti de l'unité nationale (PUN)                                                          |                                                                                           | 879   | 13,29 | 1      |
| Total coalition MCI-PS-PUN |                                                                                           |                                                                                           | 879   | 13,29 | 1      |
|                            | Mouvement Basta (Basta)                                                                   | Mouvement Basta (Basta)                                                                   | 572   | 8,65  | 0      |
|                            | Union des démocrates pour la citoyenneté et le développement (UDD)                        | Union des démocrates pour la citoyenneté et le développement (UDD)                        | 526   | 7,95  | 0      |
|                            | Mouvement pour les forces de changement démocratique – Union libérale (MDFM-UL)           | Mouvement pour les forces de changement démocratique – Union libérale (MDFM-UL)           | 151   | 2,28  | 0      |
|                            | Citoyens indépendants pour le développement de Sao Tomé-et-Principe (CID-STP)             | Citoyens indépendants pour le développement de Sao Tomé-et-Principe (CID-STP)             | 34    | 0,51  | 0      |
|                            | Mouvement social-démocrate – Parti vert de Sao Tomé-et-Principe (MSD-PVSTP)               | Mouvement social-démocrate – Parti vert de Sao Tomé-et-Principe (MSD-PVSTP)               | 29    | 0,44  | 0      |
|                            | Parti nouveau (PN)                                                                        | Parti nouveau (PN)                                                                        | 25    | 0,38  | 0      |
|                            | Mouvement uni pour le développement de Sao Tomé-et-Principe (MUDA-STP)                    | Mouvement uni pour le développement de Sao Tomé-et-Principe (MUDA-STP)                    | 12    | 0,18  | 0      |
|                            | Parti de tous les Santoméens (PTOS)                                                       | Parti de tous les Santoméens (PTOS)                                                       | 9     | 0,14  | 0      |
|                            |                                                                                           |                                                                                           |       |       |        |
| Suffrages exprimés         | Suffrages exprimés                                                                        | Suffrages exprimés                                                                        | 6 615 | 93,98 |        |
| Votes blancs               | Votes blancs                                                                              | Votes blancs                                                                              | 56    | 0,80  |        |
| Votes nuls                 | Votes nuls                                                                                | Votes nuls                                                                                | 368   | 5,23  |        |
| Total                      | Total                                                                                     | Total                                                                                     |       | 100   | 6      |
| Abstentions                | Abstentions                                                                               | Abstentions                                                                               |       | 19,70 |        |
| Inscrits / participation   | Inscrits / participation                                                                  | Inscrits / participation                                                                  |       | 80,30 |        |

| Parti                      | Parti                                                                                     | Parti                                                                                     | Voix  | %     | Sièges |
| -------------------------- | ----------------------------------------------------------------------------------------- | ----------------------------------------------------------------------------------------- | ----- | ----- | ------ |
|                            | Action démocratique indépendante (ADI)                                                    | Action démocratique indépendante (ADI)                                                    | 3 481 | 42,60 | 3      |
|                            | Mouvement pour la libération de Sao Tomé-et-Principe – Parti social-démocrate (MLSTP-PSD) | Mouvement pour la libération de Sao Tomé-et-Principe – Parti social-démocrate (MLSTP-PSD) | 3 217 | 39,37 | 3      |
|                            | Mouvement Basta (Basta)                                                                   | Mouvement Basta (Basta)                                                                   | 1 168 | 14,29 | 1      |
|                            |                                                                                           | Mouvement des citoyens indépendants – Parti socialiste (MCI-PS)                           | 879   | 10,76 | 0      |
|                            | Parti de l'unité nationale (PUN)                                                          |                                                                                           | 879   | 10,76 | 0      |
| Total coalition MCI-PS-PUN |                                                                                           |                                                                                           | 879   | 10,76 | 0      |
|                            | Mouvement pour les forces de changement démocratique – Union libérale (MDFM-UL)           | Mouvement pour les forces de changement démocratique – Union libérale (MDFM-UL)           | 106   | 1,30  | 0      |
|                            | Mouvement uni pour le développement de Sao Tomé-et-Principe (MUDA-STP)                    | Mouvement uni pour le développement de Sao Tomé-et-Principe (MUDA-STP)                    | 64    | 0,78  | 0      |
|                            | Citoyens indépendants pour le développement de Sao Tomé-et-Principe (CID-STP)             | Citoyens indépendants pour le développement de Sao Tomé-et-Principe (CID-STP)             | 43    | 0,53  | 0      |
|                            | Union des démocrates pour la citoyenneté et le développement (UDD)                        | Union des démocrates pour la citoyenneté et le développement (UDD)                        | 38    | 0,47  | 0      |
|                            | Parti nouveau (PN)                                                                        | Parti nouveau (PN)                                                                        | 26    | 0,32  | 0      |
|                            | Mouvement social-démocrate – Parti vert de Sao Tomé-et-Principe (MSD-PVSTP)               | Mouvement social-démocrate – Parti vert de Sao Tomé-et-Principe (MSD-PVSTP)               | 18    | 0,22  | 0      |
|                            | Parti de tous les Santoméens (PTOS)                                                       | Parti de tous les Santoméens (PTOS)                                                       | 10    | 0,12  | 0      |
|                            |                                                                                           |                                                                                           |       |       |        |
| Suffrages exprimés         | Suffrages exprimés                                                                        | Suffrages exprimés                                                                        | 8 171 | 96,76 |        |
| Votes blancs               | Votes blancs                                                                              | Votes blancs                                                                              | 45    | 0,53  |        |
| Votes nuls                 | Votes nuls                                                                                | Votes nuls                                                                                | 229   | 2,71  |        |
| Total                      | Total                                                                                     | Total                                                                                     |       | 100   | 7      |
| Abstentions                | Abstentions                                                                               | Abstentions                                                                               |       | 23,80 |        |
| Inscrits / participation   | Inscrits / participation                                                                  | Inscrits / participation                                                                  |       | 76,20 |        |

| Parti                      | Parti                                                                                     | Parti                                                                                     | Voix   | %     | Sièges |
| -------------------------- | ----------------------------------------------------------------------------------------- | ----------------------------------------------------------------------------------------- | ------ | ----- | ------ |
|                            | Action démocratique indépendante (ADI)                                                    | Action démocratique indépendante (ADI)                                                    | 9 689  | 50,85 | 6      |
|                            | Mouvement pour la libération de Sao Tomé-et-Principe – Parti social-démocrate (MLSTP-PSD) | Mouvement pour la libération de Sao Tomé-et-Principe – Parti social-démocrate (MLSTP-PSD) | 6 325  | 33,19 | 3      |
|                            | Mouvement Basta (Basta)                                                                   | Mouvement Basta (Basta)                                                                   | 1 119  | 5,87  | 0      |
|                            |                                                                                           | Mouvement des citoyens indépendants – Parti socialiste (MCI-PS)                           | 963    | 5,05  | 0      |
|                            | Parti de l'unité nationale (PUN)                                                          |                                                                                           | 963    | 5,05  | 0      |
| Total coalition MCI-PS-PUN |                                                                                           |                                                                                           | 963    | 5,05  | 0      |
|                            | Mouvement pour les forces de changement démocratique – Union libérale (MDFM-UL)           | Mouvement pour les forces de changement démocratique – Union libérale (MDFM-UL)           | 467    | 2,45  | 0      |
|                            | Citoyens indépendants pour le développement de Sao Tomé-et-Principe (CID-STP)             | Citoyens indépendants pour le développement de Sao Tomé-et-Principe (CID-STP)             | 203    | 1,07  | 0      |
|                            | Parti nouveau (PN)                                                                        | Parti nouveau (PN)                                                                        | 114    | 0,60  | 0      |
|                            | Mouvement social-démocrate – Parti vert de Sao Tomé-et-Principe (MSD-PVSTP)               | Mouvement social-démocrate – Parti vert de Sao Tomé-et-Principe (MSD-PVSTP)               | 51     | 0,27  | 0      |
|                            | Union des démocrates pour la citoyenneté et le développement (UDD)                        | Union des démocrates pour la citoyenneté et le développement (UDD)                        | 51     | 0,27  | 0      |
|                            | Mouvement uni pour le développement de Sao Tomé-et-Principe (MUDA-STP)                    | Mouvement uni pour le développement de Sao Tomé-et-Principe (MUDA-STP)                    | 48     | 0,25  | 0      |
|                            | Parti de tous les Santoméens (PTOS)                                                       | Parti de tous les Santoméens (PTOS)                                                       | 25     | 0,13  | 0      |
|                            |                                                                                           |                                                                                           |        |       |        |
| Suffrages exprimés         | Suffrages exprimés                                                                        | Suffrages exprimés                                                                        | 19 055 | 97,26 |        |
| Votes blancs               | Votes blancs                                                                              | Votes blancs                                                                              | 149    | 0,76  |        |
| Votes nuls                 | Votes nuls                                                                                | Votes nuls                                                                                | 387    | 1,08  |        |
| Total                      | Total                                                                                     | Total                                                                                     |        | 100   | 10     |
| Abstentions                | Abstentions                                                                               | Abstentions                                                                               |        | 27,05 |        |
| Inscrits / participation   | Inscrits / participation                                                                  | Inscrits / participation                                                                  |        | 72,95 |        |

| Parti                      | Parti                                                                                     | Parti                                                                                     | Voix  | %     | Sièges |
| -------------------------- | ----------------------------------------------------------------------------------------- | ----------------------------------------------------------------------------------------- | ----- | ----- | ------ |
|                            | Action démocratique indépendante (ADI)                                                    | Action démocratique indépendante (ADI)                                                    | 1 647 | 42,03 | 3      |
|                            | Mouvement pour la libération de Sao Tomé-et-Principe – Parti social-démocrate (MLSTP-PSD) | Mouvement pour la libération de Sao Tomé-et-Principe – Parti social-démocrate (MLSTP-PSD) | 1 072 | 27,35 | 1      |
|                            |                                                                                           | Mouvement des citoyens indépendants – Parti socialiste (MCI-PS)                           | 800   | 20,41 | 1      |
|                            | Parti de l'unité nationale (PUN)                                                          |                                                                                           | 800   | 20,41 | 1      |
| Total coalition MCI-PS-PUN |                                                                                           |                                                                                           | 800   | 20,41 | 1      |
|                            | Mouvement Basta (Basta)                                                                   | Mouvement Basta (Basta)                                                                   | 218   | 5,56  | 0      |
|                            | Mouvement pour les forces de changement démocratique – Union libérale (MDFM-UL)           | Mouvement pour les forces de changement démocratique – Union libérale (MDFM-UL)           | 70    | 1,79  | 0      |
|                            | Parti de tous les Santoméens (PTOS)                                                       | Parti de tous les Santoméens (PTOS)                                                       | 64    | 1,63  | 0      |
|                            | Parti nouveau (PN)                                                                        | Parti nouveau (PN)                                                                        | 33    | 0,84  | 0      |
|                            | Mouvement uni pour le développement de Sao Tomé-et-Principe (MUDA-STP)                    | Mouvement uni pour le développement de Sao Tomé-et-Principe (MUDA-STP)                    | 15    | 0,38  | 0      |
|                            | Citoyens indépendants pour le développement de Sao Tomé-et-Principe (CID-STP)             | Citoyens indépendants pour le développement de Sao Tomé-et-Principe (CID-STP)             | 0     | 0     | 0      |
|                            | Union des démocrates pour la citoyenneté et le développement (UDD)                        | Union des démocrates pour la citoyenneté et le développement (UDD)                        | 0     | 0     | 0      |
|                            | Mouvement social-démocrate – Parti vert de Sao Tomé-et-Principe (MSD-PVSTP)               | Mouvement social-démocrate – Parti vert de Sao Tomé-et-Principe (MSD-PVSTP)               | 0     | 0     | 0      |
|                            |                                                                                           |                                                                                           |       |       |        |
| Suffrages exprimés         | Suffrages exprimés                                                                        | Suffrages exprimés                                                                        | 3 919 | 95,59 |        |
| Votes blancs               | Votes blancs                                                                              | Votes blancs                                                                              | 42    | 1,02  |        |
| Votes nuls                 | Votes nuls                                                                                | Votes nuls                                                                                | 139   | 3,39  |        |
| Total                      | Total                                                                                     | Total                                                                                     |       | 100   | 5      |
| Abstentions                | Abstentions                                                                               | Abstentions                                                                               |       | 31,25 |        |
| Inscrits / participation   |                                                                                           |                                                                                           |       |       |        |

| Parti                      | Parti                                                                                     | Parti                                                                                     | Voix  | %     | Sièges |
| -------------------------- | ----------------------------------------------------------------------------------------- | ----------------------------------------------------------------------------------------- | ----- | ----- | ------ |
|                            | Action démocratique indépendante (ADI)                                                    | Action démocratique indépendante (ADI)                                                    | 738   | 43,31 | 1      |
|                            | Mouvement Basta (Basta)                                                                   | Mouvement Basta (Basta)                                                                   | 528   | 30,99 | 0      |
|                            | Mouvement pour la libération de Sao Tomé-et-Principe – Parti social-démocrate (MLSTP-PSD) | Mouvement pour la libération de Sao Tomé-et-Principe – Parti social-démocrate (MLSTP-PSD) | 343   | 20,13 | 0      |
|                            | Mouvement pour les forces de changement démocratique – Union libérale (MDFM-UL)           | Mouvement pour les forces de changement démocratique – Union libérale (MDFM-UL)           | 49    | 2,88  | 0      |
|                            | Mouvement uni pour le développement de Sao Tomé-et-Principe (MUDA-STP)                    | Mouvement uni pour le développement de Sao Tomé-et-Principe (MUDA-STP)                    | 24    | 1,41  | 0      |
|                            | Parti nouveau (PN)                                                                        | Parti nouveau (PN)                                                                        | 15    | 0,88  | 0      |
|                            | Parti de tous les Santoméens (PTOS)                                                       | Parti de tous les Santoméens (PTOS)                                                       | 7     | 0,41  | 0      |
|                            | Citoyens indépendants pour le développement de Sao Tomé-et-Principe (CID-STP)             | Citoyens indépendants pour le développement de Sao Tomé-et-Principe (CID-STP)             | 0     | 0     | 0      |
|                            |                                                                                           | Mouvement des citoyens indépendants – Parti socialiste (MCI-PS)                           | 0     | 0     | 0      |
|                            | Parti de l'unité nationale (PUN)                                                          |                                                                                           | 0     | 0     | 0      |
| Total coalition MCI-PS-PUN |                                                                                           |                                                                                           | 0     | 0     | 0      |
|                            | Mouvement social-démocrate – Parti vert de Sao Tomé-et-Principe (MSD-PVSTP)               | Mouvement social-démocrate – Parti vert de Sao Tomé-et-Principe (MSD-PVSTP)               | 0     | 0     | 0      |
|                            | Union des démocrates pour la citoyenneté et le développement (UDD)                        | Union des démocrates pour la citoyenneté et le développement (UDD)                        | 0     | 0     | 0      |
|                            |                                                                                           |                                                                                           |       |       |        |
| Suffrages exprimés         | Suffrages exprimés                                                                        | Suffrages exprimés                                                                        | 1 704 |       |        |
| Votes blancs               | Votes blancs                                                                              | Votes blancs                                                                              | 18    | 1,03  |        |
| Votes nuls                 | Votes nuls                                                                                | Votes nuls                                                                                | 24    | 1,37  |        |
| Total                      | Total                                                                                     | Total                                                                                     |       | 100   |        |
| Abstentions                | Abstentions                                                                               | Abstentions                                                                               |       | 67,96 |        |
| Inscrits / participation   | Inscrits / participation                                                                  | Inscrits / participation                                                                  |       | 32,04 |        |

| Parti                      | Parti                                                                                     | Parti                                                                                     | Voix  | %     | Sièges |
| -------------------------- | ----------------------------------------------------------------------------------------- | ----------------------------------------------------------------------------------------- | ----- | ----- | ------ |
|                            | Action démocratique indépendante (ADI)                                                    | Action démocratique indépendante (ADI)                                                    | 1 261 | 50,58 | 1      |
|                            | Mouvement pour la libération de Sao Tomé-et-Principe – Parti social-démocrate (MLSTP-PSD) | Mouvement pour la libération de Sao Tomé-et-Principe – Parti social-démocrate (MLSTP-PSD) | 853   | 34,22 | 0      |
|                            | Mouvement Basta (Basta)                                                                   | Mouvement Basta (Basta)                                                                   | 228   | 9,15  | 0      |
|                            | Mouvement pour les forces de changement démocratique – Union libérale (MDFM-UL)           | Mouvement pour les forces de changement démocratique – Union libérale (MDFM-UL)           | 58    | 2,33  | 0      |
|                            | Mouvement uni pour le développement de Sao Tomé-et-Principe (MUDA-STP)                    | Mouvement uni pour le développement de Sao Tomé-et-Principe (MUDA-STP)                    | 33    | 1,32  | 0      |
|                            | Citoyens indépendants pour le développement de Sao Tomé-et-Principe (CID-STP)             | Citoyens indépendants pour le développement de Sao Tomé-et-Principe (CID-STP)             | 27    | 1,08  | 0      |
|                            | Parti nouveau (PN)                                                                        | Parti nouveau (PN)                                                                        | 20    | 0,80  | 0      |
|                            | Parti de tous les Santoméens (PTOS)                                                       | Parti de tous les Santoméens (PTOS)                                                       | 13    | 0,52  | 0      |
|                            |                                                                                           | Mouvement des citoyens indépendants – Parti socialiste (MCI-PS)                           | 0     | 0     | 0      |
|                            | Parti de l'unité nationale (PUN)                                                          |                                                                                           | 0     | 0     | 0      |
| Total coalition MCI-PS-PUN |                                                                                           |                                                                                           | 0     | 0     | 0      |
|                            | Mouvement social-démocrate – Parti vert de Sao Tomé-et-Principe (MSD-PVSTP)               | Mouvement social-démocrate – Parti vert de Sao Tomé-et-Principe (MSD-PVSTP)               | 0     | 0     | 0      |
|                            | Union des démocrates pour la citoyenneté et le développement (UDD)                        | Union des démocrates pour la citoyenneté et le développement (UDD)                        | 0     | 0     | 0      |
|                            |                                                                                           |                                                                                           |       |       |        |
| Suffrages exprimés         | Suffrages exprimés                                                                        | Suffrages exprimés                                                                        | 2 493 | 97,27 |        |
| Votes blancs               | Votes blancs                                                                              | Votes blancs                                                                              | 27    | 1,05  |        |
| Votes nuls                 | Votes nuls                                                                                | Votes nuls                                                                                | 43    | 1,68  |        |
| Total                      | Total                                                                                     | Total                                                                                     |       | 100   |        |
| Abstentions                | Abstentions                                                                               | Abstentions                                                                               |       | 72,27 |        |
| Inscrits / participation   | Inscrits / participation                                                                  | Inscrits / participation                                                                  |       | 27,13 |        |